# Lithophane unimoda
Lithophane unimoda là một loài bướm đêm trong họ Noctuidae.